# Runensteine von Haithabu
Die Runensteine von Haithabu stellen wertvolle historische Urkunden dar, deren Bedeutung darin liegt, dass die Frühgeschichte im südlichen Dänemark aus der Zeit vor und nach der dänischen Reichseinigung mit realen Ereignissen verbunden werden kann. Der Sinn von Runensteinen ist es, der Nachwelt die Erinnerung an bedeutende Männer zu überliefern. Die Aufrichtung solcher Gedenksteine beschränkt sich deshalb auf einen sozial abgehobenen Kreis. Die vier auf die Stadt Haithabu zu beziehenden Runensteine sind im Wikinger Museum Haithabu ausgestellt und werden in zwei Gruppen eingeteilt, die „Sigtryggsteine“ und die „Svensteine“.

## Die Sigtryggsteine

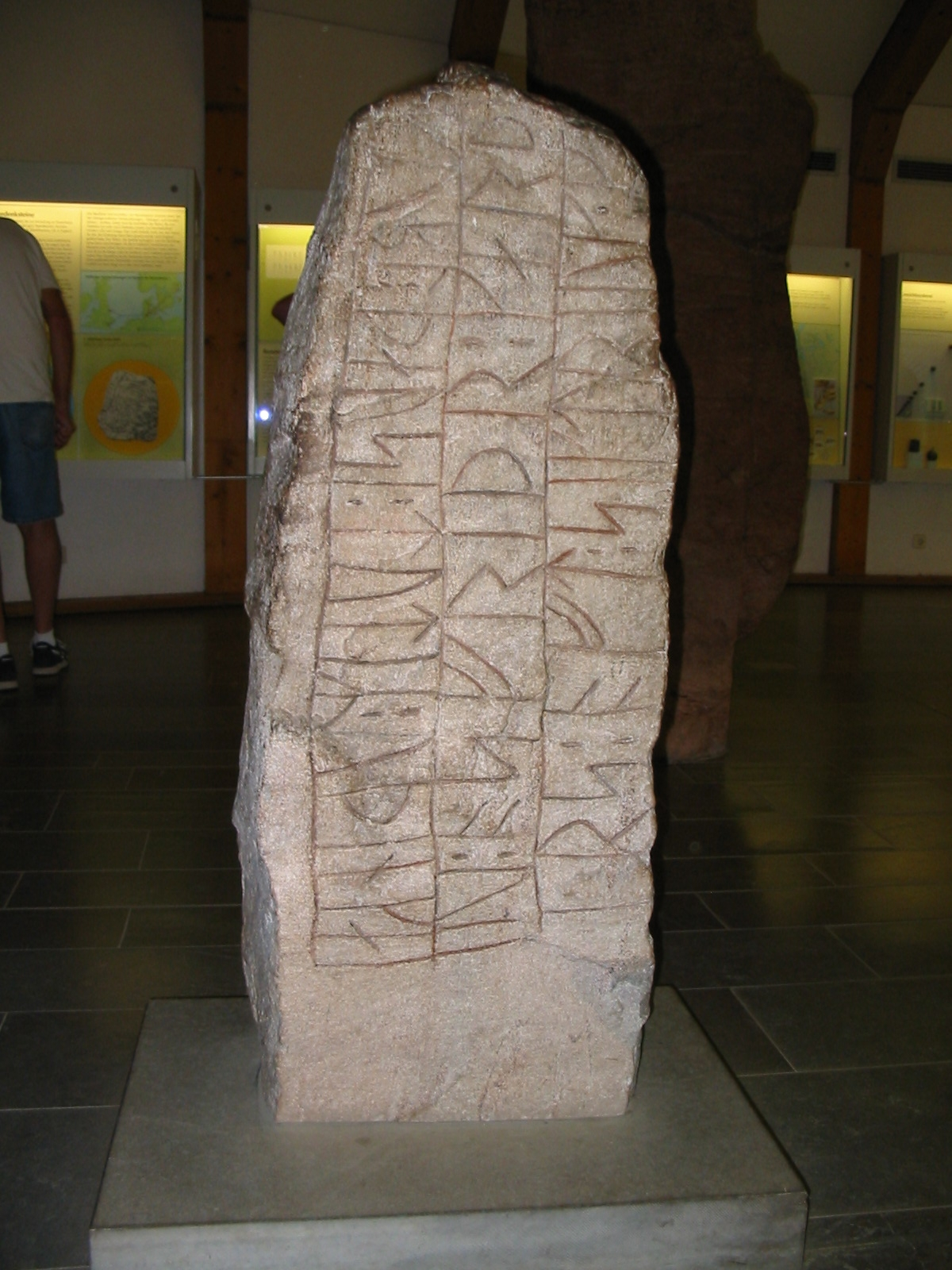
Der kleine Sigtryggstein im Wikingermuseum Haithabu

Die ältere Gruppe wird durch die von einer Königin namens Asfrid für ihren Sohn Sigtrygg gesetzten Steine repräsentiert und stammt aus der Mitte oder der zweiten Hälfte des 10. Jahrhunderts.

### Der große Sigtryggstein

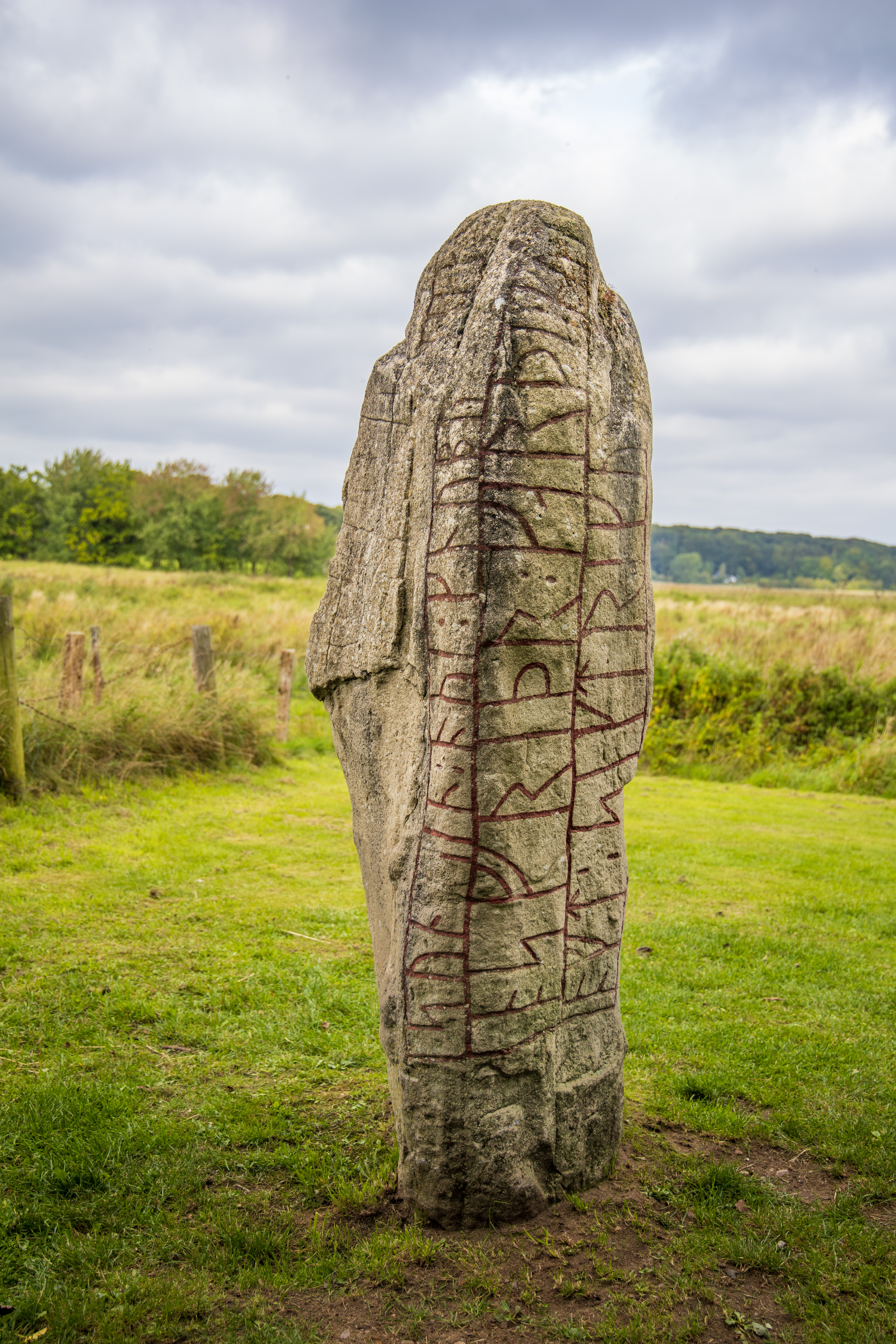
Nachbildung des großen Sigtryggsteins in der Nähe des Fundorts

Der 1797 entdeckte Stein lag zerbrochen an der Furt zwischen dem Haddebyer und dem Selker Noor. Seine Inschrift ist in schwedischen Runen geritzt. Man benutzte einen Stein, der wohl bronzezeitliche Zeichen trug. Der Text lautet:
„Asfrid machte dieses Denkmal nach (zum Gedenken an) Sigtrygg, ihren und Knubas Sohn.“

### Der kleine Sigtryggstein
Der im Jahre 1887 in den Fundamenten einer Bastion des Schlosses Gottorf eingemauert gefundene zweite Runenstein ist kleiner als der erste. Die Runen stammen von einem dänischen Runenmeister. Die Inschrift lautet:
„Asfrid, die Tochter Odinkars, machte diese Denkmäler nach (zum Gedenken an) König Sigtrygg, ihren und Knubas Sohn. Gorm ritzte die Runen.“

### Die Quellenlage
Diese Runensteine sind als zeitgenössische Quellen für ein ansonsten kaum bewahrtes Ereignis wichtig.
- Adam von Bremen berichtet, dass ein Adliger namens Olaf aus Schweden zu Beginn des 10. Jahrhunderts Dänemark eroberte. Seine Söhne werden Chnob (Knuba) und Gyrd genannt. Der letzte Vertreter dieses Geschlechtes mit Namen Sigtrygg wurde von einem Mann namens Hardegon seines Königtums beraubt. Für das Vorhandensein schwedischer Wikinger auf der südlichen Kimbrischen Halbinsel in der ersten Hälfte des 10. Jahrhunderts gibt es ein weiteres Zeugnis, auf dem Runenstein von Sædinge auf der dänischen Insel Lolland, also unmittelbar am Seeweg zwischen der Schlei und Schweden, wird Schweden erwähnt.
- Die zweite Notiz verdanken wir dem sächsischen Chronisten Widukind von Corvey, der etwa ein Menschenalter nach den Ereignissen berichtet, dass der deutsche König Heinrich I. im Jahre 934 bis zur Schlei vordrang, einen König namens Chnuba unterwarf, tributpflichtig machte und zum Christentum bekehrte.

Der Vater König Sigtryggs herrschte also 934 über die Gegend um Haithabu (nicht etwa über ganz Dänemark). Seine Mutter Asfrid überlebte ihren Mann Chnuba und ihren Sohn Sigtrygg und setzte die beiden Runensteine. Trotz dieser historischen Zeugnisse für das Eindringen der nur drei Generationen lang herrschenden schwedischen Dynastie bleibt die Geschichte des Geschlechtes im Dunkel. Vor allem ist offen, durch wen es aus Haithabu verdrängt wurde. Hardeknud würde nur als Eroberer Haithabus infrage kommen, wenn die Eroberung unmittelbar nach jener Heinrichs I. erfolgt wäre, denn Gorm der Alte starb bereits 958 n. Chr.
Die Runensteine bezeugen, dass die Dynastie aus Schweden kam, denn anders lassen sich die schwedischen Runen und Sprachformen auf dem größeren Stein nicht erklären. Der Brauch, gleich zwei Steine zu setzen, findet sich zudem – im Gegensatz zu Dänemark – in Schweden häufiger. Das Alter der Steine wird dadurch eingegrenzt, dass Knuba 934 noch lebte und von Heinrich I. im Amt belassen wurde. Wann Sigtrygg umkam, ist dagegen völlig offen. Seine Gleichsetzung mit einem Normannen namens Setricus, der 943 in der Normandie ums Leben kam, bleibt eine vage Vermutung, die aber erklären würde, weshalb seine Mutter Gelegenheit hatte, die Steine zu setzen, was bei einer feindlichen Eroberung Haithabus kaum möglich gewesen wäre.

### Ungereimtheiten der Kirchenchronik
Im Jahre 948 soll der dänische König Harald Blauzahn bereits Bistumsgründungen zugelassen haben, darunter die in Schleswig, obwohl er sich erst im Jahre 960 taufen ließ, dafür indessen vom Deutschen Reich die Eider-Schlei-Grenze garantiert bekam, so dass die Herrschaft in Haithabu durch ihn oder einen seiner Vasallen spätestens zu dieser Zeit erfolgt sein müsste.

### Der Name des Königs Chnob bzw. Knuba zu Haithabu
Laut Anmerkung eines früheren Hamburgischen Archivars scheint der Name Chnob (Knuba) in Deutschland Knop zu lauten. Vermutlich entstand aus diesem Namen der heute noch existierende Nachname Knop bzw. Knoop, der noch immer vermehrt im norddeutschen Raum vorkommt.

## Die Svensteine
Die zweite Gruppe der bei Haithabu gefundenen Runensteine ist etwas jünger. Auch sie umfasst zwei Steine, von denen der eine noch lange auf seinem Platz stand und heute im Haithabu-Museum steht.

### Der Skarthestein

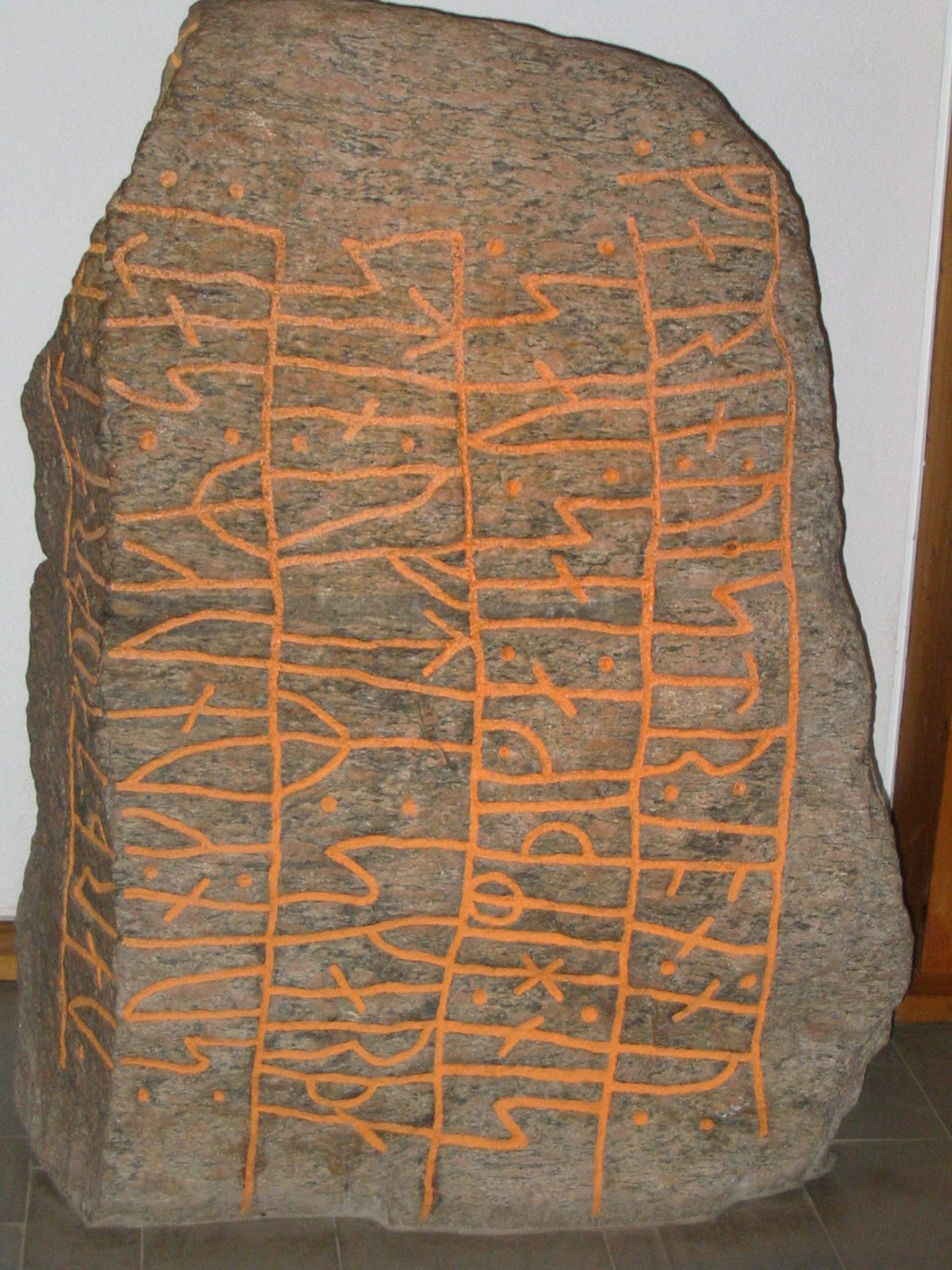
Der Skarthestein (Skardesten) im Wikingermuseum Haithabu

Der 1857 südlich des Ortes Busdorf an der alten Landstraße gefundene Stein lag an der Stelle, an der die Straße zwischen den Grabhügeln „Twebargen“ hindurchführt. In der Grabgrube des etwa 3 m hohen Hügels fand man 1889 die Reste eines Holzsarges, Spuren eines Skelettes, kleinere Eisenreste und ein Stück Leder mit gepresster Ornamentik. Es handelt sich um eine Bestattung der jüngeren Wikingerzeit, deren genaues Alter sich aber nicht ausmachen ließ. Dass sie zu dem Runenstein gehört, ist zwar nicht sicher, aber wahrscheinlich. Die Inschrift des Steines ist in altdänischer Sprachform gehalten und von einem Typ, der etwas jünger ist als die der berühmten Runensteine von Jelling. Sie lautet:
„König Sven setzte diesen Stein nach (zum Gedenken an) Skarthe, seinem Gefolgsmann, der nach Westen (England) gefahren war, aber nun fiel bei Haithabu.“
Welcher König Sven gemeint ist, lässt sich nicht sicher entscheiden. Entweder war es Sven Gabelbart oder Sven Estridsen. Sowohl nach der Namensform als auch nach der Art der Runen und dem Schrifttyp sind theoretisch beide möglich. Nimmt man jedoch an, dass das im Grabhügel (neben dem Runenstein) gefundene Grab die Reste Skarthes enthält, dann kann es sich nur um Sven Gabelbart handeln, denn zur Zeit Sven Estridsen war die Errichtung großer Grabhügel, für die Sven Gabelbart steht, nicht mehr üblich. Das Wiederaufleben heidnischer Sitten lässt sich während der Herrschaft Sven Gabelbarts auch an anderen Stellen beobachten.
Welches historische Ereignis den Hintergrund für den Tod Skarthes bildet und den König persönlich nach Haithabu brachte, ist nicht mit Sicherheit zu bestimmen, da Haithabu bereits vor dem Jahre 986, als Sven König wurde, zum dänischen Reichsgebiet gehört haben soll.

### Der Erikstein

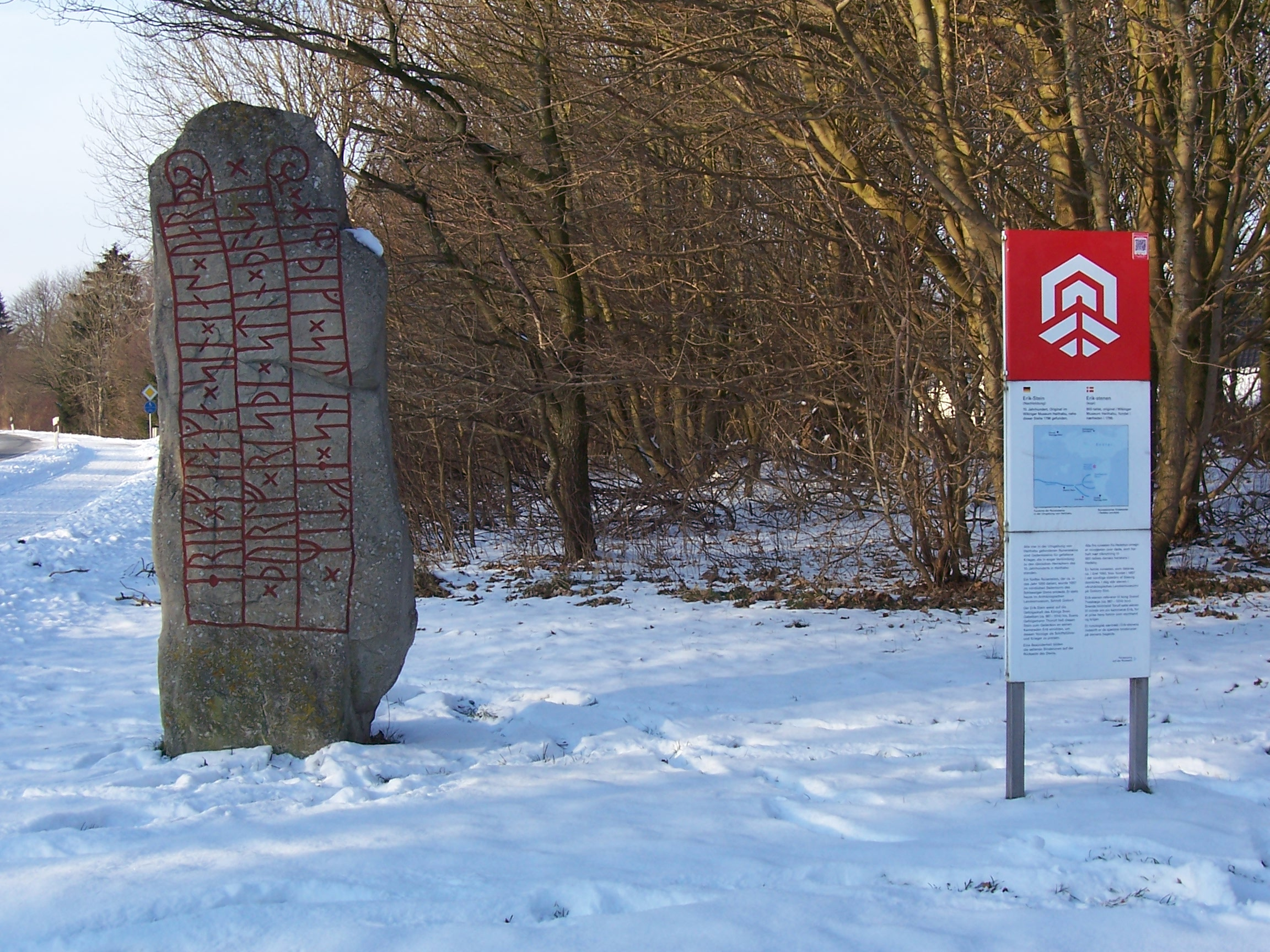
Nachbildung des Eriksteins in der Nähe des Fundorts

Der bereits 1796 gefundene zweite Stein dieser Gruppe ist der so genannte Erikstein. Er wurde umgestürzt zwischen zwei eng nebeneinander liegenden Grabhügeln in der Nähe des Dorfes Wedelspang, etwa 500 m südlich des Halbkreiswalls von Haithabu, gefunden. In einem der Hügel fand man bei Grabungen Spuren von Brandbestattungen, aber nichts, was als Bestattung eines wikingerzeitlichen Häuptlings aufzufassen wäre. Die Inschrift des Steines lautet:
„Thorolf, der Gefolgsmann Svens, errichtete diesen Stein nach (zum Gedenken an) seinem Genossen Erik, der den Tod fand, als die Krieger Haithabu belagerten, und er war Steuermann, ein wohl geborener Krieger.“
Nach Sprachform, Runen und Schrifttyp ist der Erikstein gleichaltrig mit dem Skarthestein. Diese Gleichzeitigkeit der Steine legt den Schluss nahe, dass der Sven des Skarthesteines und der Sven des Eriksteines identisch sind und sich daher beide Monumente auf eine Belagerung Haithabus beziehen. Wann diese stattgefunden hat, ist dagegen unklar. Geht man davon aus, dass Sven und Skarthe gemeinsam „nach Westen“ gefahren waren, so grenzt sich das Ereignis immerhin auf den Zeitraum zwischen der ersten Englandfahrt Svens im Jahre 1003 und seinem Tod im Jahre 1014 ein.